# هانز نيلاند

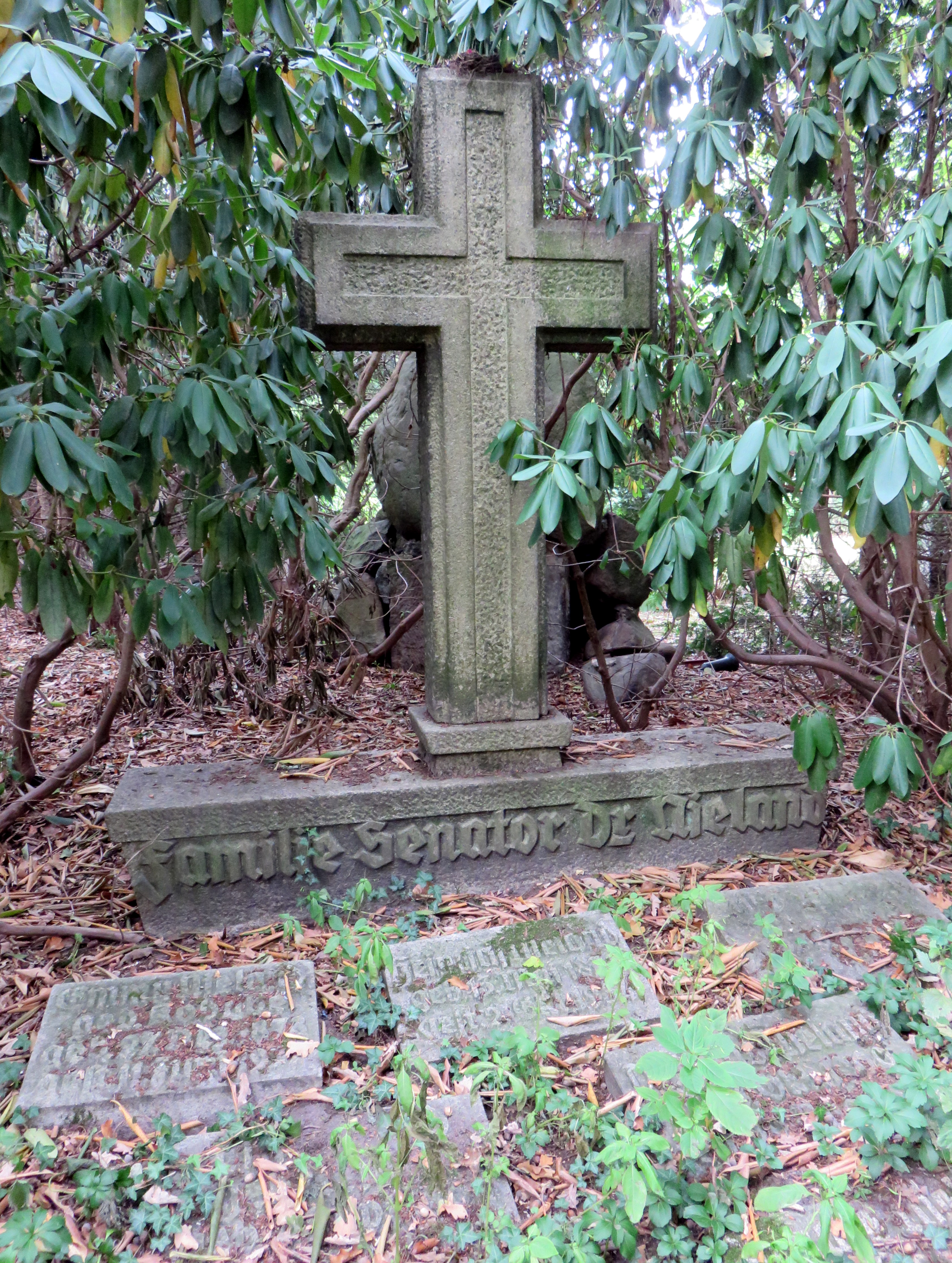

هانز نيلاند (3 أكتوبر 1900 في هاجن - 29 أغسطس 1976 في راينبك بالقرب من هامبورغ ) كان سياسيًا في الحزب النازي الألماني (NSDAP) واللورد عمدة دريسدن من عام 1940 حتى عام 1945.

## مسار مهني
تم تجنيده في الجيش الإمبراطوري في يونيو 1918 مباشرة بعد امتحاناته النهائية في مدرسة قواعد اللغة الحديثة. بقي جنديا حتى شهر واحد بعد نهاية الحرب العالمية الأولى (التفريغ في ديسمبر 1918). من فبراير 1919 درس العلوم السياسية في جامعتي غوتنغن وهامبورغ.  بعد انتهاء دراسته في يوليو 1922، عمل كاتبًا تجاريًا لمدة ثلاث سنوات في شركتي تصدير هامبورغ. يتبع هوسوبون تدريبًا عمليًا في الإدارة المحلية والإقليمية. بعد ذلك ذهب إلى بلدة صغيرة Kirchhörde (التي تشكل الآن جزءًا من دورتموند ) كمرشح لمهنة مأمور وستفاليا. بدأت مسيرته السياسية كرئيس لسلطة المقاطعة في مدينته هاجن، وفي وقت لاحق أصبح نيلاند رئيسًا للمنطقة في مونستر. في عام 1925 حصل على دكتوراه في هامبورغ. كانت أطروحة الدكتوراه، التي اكتملت في يونيو 1925 ، بعنوان "السلطة كمفهوم حكومي للقانون: تحليل لوضع القانون الدستوري للرايخ الألماني بموجب حكم معاهدة فرساي "  (بالألمانية: "Die Macht als staatlicher Rechtsbegriff: Zugleich eine Untersuchung über die staatsrechtliche Stellung des Deutschen Reiches unter der Herrschaft des Versailler Vertrages ").

## روابط خارجية
- Newspaper clippings about Hans Nieland in the 20th Century Press Archives of the ZBW